# 수 그레이
수전 그레이(Susan Gray)는 영국의 전직 공무원, 공직자이다. 키어 스타머 총리의 비서실장으로 2024년 7월부터 10월까지 재직했으며, 스타머 야당 대표 비서실장을 2023년부터 2024년까지 지냈다.
2021년 5월부터 2023년 3월까지 영국 내각사무처(Cabinet Office) 제2사무차관을 지내며 보리스 존슨 총리의 사임을 불러온 파티게이트 스캔들 보고서를 작성하였다. 2023년 3월 공무원직을 사임하고 야당 대표 비서실장에 임명되면서 논란이 되었다. 2024년 7월 총리 비서실장에 임명되었으나, 연봉 등으로 논란이 일자 10월 6일 사임했다.